# Јован Ђорђевић (историчар)
Јован Ђорђевић (Лесковац, 1868 - Београд, 25. април 1954) био је први Лесковчанин који се бавио прошлошћу Лесковца и околине и први међу домаћим историчарима који је написао уџбеник из историје српског народа.

## Биографија
Рођен је у породици која је носила и презиме Ганчић. Основну школу и нижу гимназију завршио је у Лесковцу, а вишу гимназију са матуром у Нишу. У основној школи учитељ му је био Јосиф Костић, а професор и директор у гимназији Милош С. Милојевић, док је додатно интересовање за историју појачао Стеван Сремац у Нишу. Потом је завршио историјско-филолошки одсек Велике школе и одслужио војску. Добио је место суплента параћинске гимназије 1892. године, а августа 1898. постављен је за суплента врањске гимназије. Већ априла наредне године унапређен је за професора. Професор лесковачке гимназије постао је 7. септембра 1903. године, а 19. септембра 1909. професор чачанске гимназије. Десет дана касније премештен је у нишку гимназију и у њој је дочекао Први светски рат. После рата добио је посао у београдској гимназији где је остао до пензионисања 1930. године, а потом је неко време био и професор у Војној академији.
У гимназијама у којима је радио предавао је историју српског народа, а потом општу историју, српски, француски и латински језик. И сам је писао радове и књижице из српске историје. Своју Историју српског народа штампао је 1901. године, али није успео да она добије одобрење као званични уџбеник.